# Oda do indolencji (wiersz Johna Keatsa)
Oda do indolencji (ang. Ode on Indolence) – wiersz angielskiego romantycznego poety Johna Keatsa, zaliczający się do grupy ód z 1819 roku. Utwór składa się z sześciu strof dziesięciowersowych.
One morn before me were three figures seen,
With bowèd necks, and joinèd hands, side-faced;
And one behind the other stepp’d serene,
In placid sandals, and in white robes graced;
They pass’d, like figures on a marble urn,
When shifted round to see the other side;
They came again; as when the urn once more
Is shifted round, the first seen shades return;
And they were strange to me, as may betide
With vases, to one deep in Phidian lore.